# Usadiszcze (rejon łokniański)
Usadiszcze (ros. Усадище) – wieś (ros. деревня, trb. dieriewnia) w zachodniej Rosji, w wołoscie Samołukowskaja (osiedle wiejskie) rejonu łokniańskiego w obwodzie pskowskim.

## Geografia
Miejscowość położona jest w dorzeczu rzeki Wichrinka, 3 km od drogi regionalnej A-122, 6 km od centrum administracyjnego osiedla wiejskiego (Baszowo), 14 km od centrum administracyjnego rejonu (Łoknia), 166 km od stolicy obwodu (Psków).

## Demografia
W 2010 r. miejscowość zamieszkiwała 1 osoba.